# Niels Wernich
Niels Anton Wernich (* 28. August 1892 in Ulkebüll; † 18. Juni 1977 in Sonderburg) war ein deutscher Arzt und Hauptvorsitzender des Bundes Deutscher Nordschleswiger, der Dachorganisation der deutschen Minderheit in Dänemark.

## Leben und Beruf
Niels Wernich entstammte einer Mitte des 18. Jh. nach Sonderburg eingewanderten deutschen Pastorenfamilie. Nach bestandenem Abitur 1912 an der Oberrealschule in Sonderburg studierte in Tübingen, Leipzig und Heidelberg bis zum Physikum. Ab 1914 nahm er bis zu seiner Verwundung im Mai 1915 als Kriegsfreiwilliger am Ersten Weltkrieg teil. Nach einem Studium in Rostock war er von 1917 bis zum Kriegsende 1918 Feldarzt und wurde mit dem Eisernen Kreuz ausgezeichnet. Der dänische Staat lehnte eine Anerkennung seines deutschen Examens ab. Er musste daher ein weiteres Semester an der Universität Kopenhagen absolvieren und bestand danach das erforderliche dänische Staatsexamen. 1923 eröffnete er seine eigene (homöopathische) Praxis in Sonderburg, die er bis 1964 führte.
Dr. med. Niels Anton Wernich wurde 1947 erster Sprecher des provisorischen Vorstandes des 1945 nach Ende des Zweiten Weltkrieges gegründeten Bundes Deutscher Nordschleswiger, der Dachorganisation der deutschen Minderheit in Dänemark. 1949 bis 1951 war er der erste Hauptvorsitzende. Wernich, der sich während der Zeit des Nationalsozialismus stets von diesem distanziert hatte, war maßgeblich daran beteiligt, dass die Loyalitätserklärung des „Haderslebener Kreises“ gegenüber dem dänischen Volk und dem dänischen Königshaus Bestandteil der Gründungserklärung des Bundes Deutscher Nordschleswiger wurde. Dies bedeutete eine Abkehr von der bis zum Ende des Zweiten Weltkrieges erhobenen Grenzrevisionsforderung der deutschen Minderheit und war damit langfristig eine Voraussetzung für die Aussöhnung und den Normalisierungsprozess zwischen dem dänischen und deutschen Bevölkerungsteil in Dänemark. 1951 legte er den Vorsitz mit Rücksicht auf seine Praxis nieder, gehörte aber bis 1968 weiterhin dem Vorstand an. Von 1946 bis 1954 vertrat er als Abgeordneter der Schleswigschen Partei die Interessen der Deutschen Volksgruppe im Sonderburger Stadtrat. Darüber hinaus war Dr. Niels Wernich in vielen Organisationen der Deutschen Minderheit ehrenamtlich tätig.

## Ehrenamtliche Tätigkeiten
- Vorsitzender des Vereins Deutsche Schule Sonderburg, 1924 bis 1938
- Mitglied des Kirchenvorstandes in Sonderburg, 1925 bis 1957
- Vorsitzender des Sonderburger Turnvereins 1926 bis 1934
- Vorsitzender des Bürgervereins Sonderburg 1945 bis 1972
- Vorsitzender des Krankenpflegevereins Sonderburg 1948 bis 1953
- Mitglied des Vorstandes des Verbandes Deutscher Büchereien Nordschleswig 1949 bis 1972
- Mitglied des Vorstandes der Heimatkundlichen Arbeitsgemeinschaft für Nordschleswig 1959 bis 1972